# Колубаїв Сергій Петрович
Колубаїв Сергій Петрович (22 липня 1896, м. Нова Ушиця Подільської губернії — ?) — вояк Армії УНР, козак 3-ї Залізної стрілецької дивізії.

## Життєпис
Народився 22 липня 1896 року в м. Нова Ушиця Подільської губернії в родині бухгалтера Ушицької повітової скарбниці. Дуже рано осиротів: мати померла 1898 року, а батько — 1901-го.
[24 квітня 1918 року Сергій закінчив середню 8-класну сільськогосподарську технічну школу в Кам'янці-Подільському. Продовжив освіту на природничому та сільськогосподарському факультетах Кам'янець-Подільського українського державного університету. 28 жовтня 1920 р. вступив козаком до 3-ї Залізної стрілецької дивізії. Інтернований поляками у листопаді того ж року. Перебував у таборах Ланцут, Стшалково і Каліш.
Наприкінці березня 1922 року став вільним слухачем філософського факультету Варшавського університету, а тоді подався у Подєбради. Лісовий відділ Української господарської академії закінчив 21 травня 1927 року. Дипломний іспит склав «з успіхом дуже добрим». З 10 листопада працював асистентом кафедри охорони лісу УГА.
Був маленького зросту (156 см), що створювало проблеми в особистому житті. У 1930-х роках працював в Інституті охорони лісу Чеської академії наук у Празі. Автор наукових праць. Член Чеської академії наук.